# NGC 7439
NGC 7439 في الفهرس العام الجديد، هي مجرة، تقع في كوكبة الفرس الأعظم. اكتشفت في 9 سبتمبر 1863 بواسطة ألبرت مارث.

## روابط خارجية
- NGC 7439 على موقع ويكي سكاي: DSS2, SDSS, GALEX, IRAS, Hydrogen α, X-Ray, Astrophoto, Sky Map, Articles and images